# Zamia ipetiensis
Zamia ipetiensis — вид голонасінних рослин класу Саговникоподібні (Cycadopsida).
Етимологія: названий по області в Панамі, де він є ендеміком.

## Опис
Стовбур підземний, майже кулястий, до 10 см діаметром. Листя 1–3, довжиною 0,5–1,5 м; черешок довжиною 15–50 см; хребет з 3–12 парами листових фрагментів. Листові фрагменти від вузько- до широко- оберненоланцетовиді, клиноподібні біля основи, загострені на вершині, краї дрібно мілкопилчасті на кінчику, медіанні довжиною 20–40 см, 5–8 см завширшки. Пилкові шишки від кремових до жовтувато-коричневих, від циліндричних до яйцеподібно-циліндричних, довжиною 4–6 см, 1–1,5 см діаметром; плодоніжка довжиною 2–4 см. Насіннєві шишки від винно-червоного до темно-червоно-коричневого кольору, від циліндричних до яйцеподібно-циліндричних, довжиною 15–20 см, 5–7 см діаметром. Насіння від рожевого до світло-червоного кольору, 1,5–2 см, 0,5–0,8 см діаметром. 2n = 23

## Поширення, екологія
Країни зростання: Панама. Рослини знаходяться недалеко від міста Іпеті. Цей вид росте в первинних і вторинних дощових лісах і росте в глинистих ґрунтах.

## Загрози й охорона
Було порушено місця існування цього виду в результаті очищення для сільського господарства.